# Bob Zilla
Bob Zilla eller Bobzilla (eg. Robert Kakaha), född 31 augusti 1976 i Los Angeles, är en amerikansk musiker. Han var i tiden 2007–2014 basist i det amerikanska hårdrocksbandet Hellyeah, och har tidigare spelat med bandet Damageplan (2003–2004) och i tiden 2010–2011 med bandet Orphaned to Hatred. Från januari 2015 har Kakaha spelat med bandet Hush Money från Dallas, Texas.

## Diskografi (urval)
Med Damageplan
- "Breathing New Life" (singel, 2003)
- "Explode" (singel, 2004)
- New Found Power (studioalbum, 2004)
- "Pride" (singel, 2004)
- "Save Me" (singel, 2004)
- "Reborn" (singel, 2004)

Med Hellyeah
- Stampede (studioalbum, 2010)
- "War in Me" (singel, 2012)
- Band of Brothers (studioalbum, 2012)

Med Orphaned to Hatred
- War Plow (EP, 2007)